# Aspasia e Agide
Aspasia e Agide è un'opera in due atti di Giuseppe Nicolini, su libretto di Luigi Romanelli. La prima rappresentazione ebbe luogo al Teatro alla Scala di Milano nel carnevale 1824.

## Trama
Il luogo d'azione è in Sparta e nei suoi contorni
Dimante, duce degli Argivi, è stato sconfitto in guerra dagli Spartani, guidati dal re Archidamo e da suo figlio Agide. Come proposta di pace, Dimante chiede in sposa la promessa del figlio del re, Aspasia; al rifiuto della proposta, si rinnovano le ostilità. Sconfitto una seconda volta, Dimante si rifugia nel cortile sacro del tempio di Castore e Polluce, ma Agide, ignorando la sacralità del luogo e vedendo nel nemico il suo rivale amoroso, tenta comunque di ucciderlo. Fermato dai sacerdoti ed arrestato, il padre, fedele ai severi costumi spartani, lo condanna a morte; in extremis, tuttavia, l'Oracolo, consultato, salva la vita al giovane.

## Struttura musicale
- Sinfonia

### Atto I
- N. 1 - Introduzione Tremaro i lauri un giorno (Coro)
- N. 2 - Cavatina di Dimante Non tremate in mezzo all'armi (Dimante, Coro)
- N. 3 - Coro e Cavatina di Aspasia L'are vostre, o Dei di Sparta - Sian puri e nobili (Aspasia, Cleonimo, Coro, Clizia)
- N. 4 - Duetto fra Archidamo ed Agide No, Spartani, una vittoria
- N. 5 - Coro Inclita coppia, al tempio
- N. 6 - Quartetto Quel folle ardir, che ostenti (Archidamo, Agide, Dimante, Aspasia)
- N. 7 - Cavatina di Clizia Di speme un baleno
- N. 8 - Finale I Che questo è l'ultimo (Aspasia, Agide, Archidamo, Cleonimo, Clizia, Coro, Dimante)

### Atto II
- N. 9 - Introduzione seconda Or che gl'intrepidi sul campo fremono (Coro)
- N. 10 - Duetto fra Dimante ed Agide Tu sei di palme onusto
- N. 11 - Aria di Aspasia Che voi pur d'amore ardeste (Aspasia, Coro, Archidamo, Cleonimo, Clizia)
- N. 12 - Coro e Cavatina di Agide Ecco l'eroe che vinse - Calmar le smanie
- N. 13 - Terzetto fra Archidamo, Aspasia e Dimante Tu l'amico, e tu l'amante
- N. 14 - Coro ed Aria di Archidamo Se fu mai vittima - Tu già meco in fra le squadre (Archidamo, Coro, Agide)
- N. 15 - Coro Oh quai si debbono
- N. 16 - Aria Finale di Agide Se aspetto gli agita (Agide, Aspasia, Cherinto, Coro, Archidamo, Cleonimo, Clizia)